# لوالی (روسیه)
لوالی (به لاتین: Levali) یک منطقهٔ مسکونی در روسیه است که در باشقیرستان واقع شده‌است.